# Magareng
Magareng es un municipio local sudafricano situado en el distrito de Frances Baard, en la provincia de Cabo Septentrional.

## Superficie
Magareng tiene una superficie de 1546 km².

## Demografía
En 2022, tenía 26 816 habitantes, una densidad poblacional de 17,34 hab./km², y 6770 viviendas.